# Торпедний канонерський човен

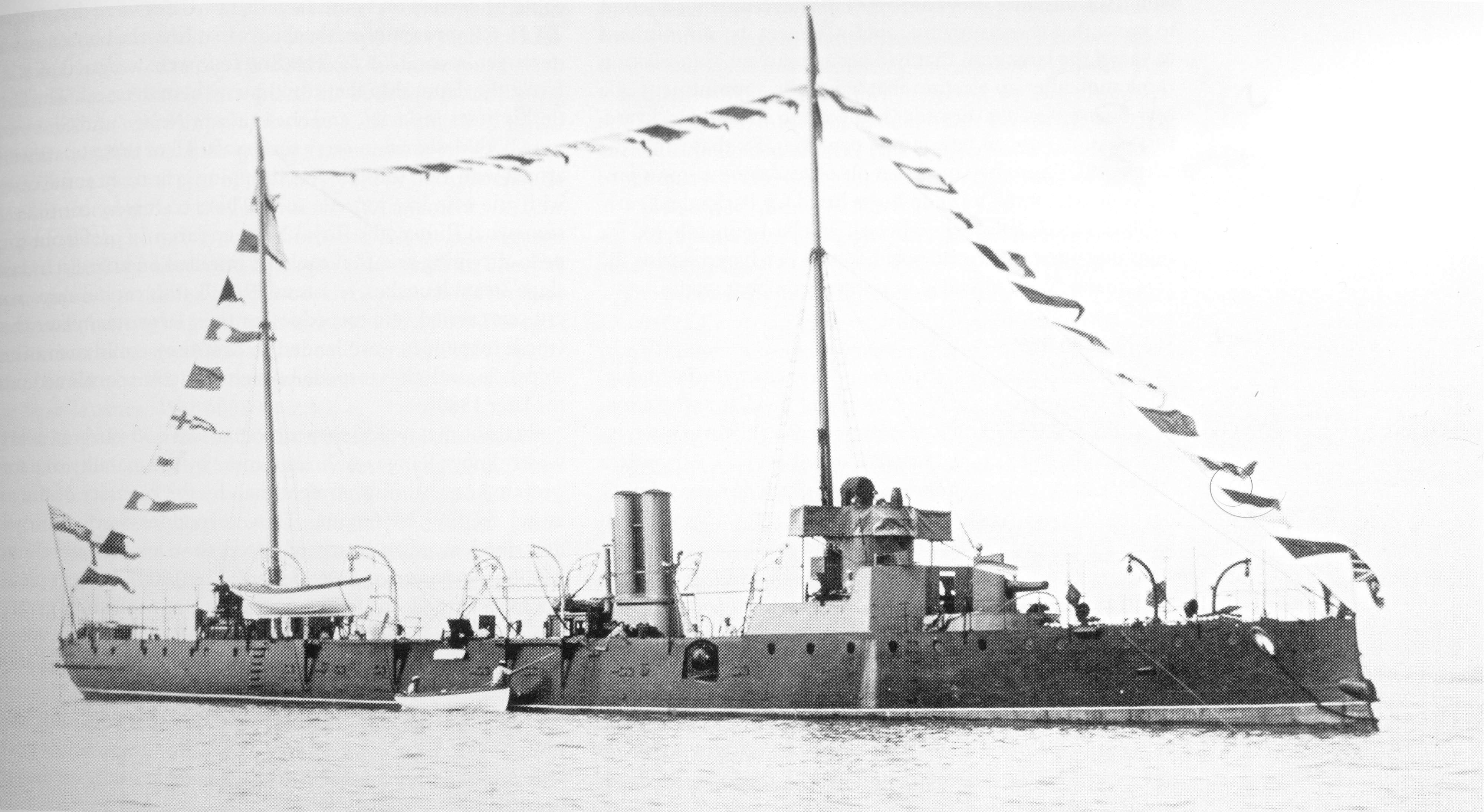
HMS Spider, рання модель торпедного канонерського човна

У військово-морської термінології кінця XIX століття торпедні канонерські човни були різновидом канонерських човнів, озброєних торпедами і призначених для знищення міноносців. До кінця 1890-х років торпедні канонерські човни були витіснені своїми більш успішними сучасниками, ескадреними міноносцями. Великі торпедні канонерські човни іноді класифікувалися як торпедні крейсери.

## Історія
Низка торпедних канонерських човнів були побудовані для Королівського флоту в 1880-х і 1890-х роках. Прототипом став Rattlesnake 1886 року, за якою по-слідував тип Grasshopper (з 3 одиниць), тип Sfarpshooter (13 одиниць), тип Alarm (11 одиниць) та Dryad (5 одиниць). Аналогічні кораблі були також побудовані або придбані низкою європейських країн та Японією. Фактично торпедні канонерські човни являли собою маленькі крейсери, оснащені торпедними апаратами і адекватним гарматним озброєнням, призначені для полювання на невеликі ворожі міноносці. На практиці вони не були спроможні виконувати своє основне завданням, через нижчу у порівнянні з міноносцями швидкість. Тому їх тактичну роль перебрали на себе швидші ескадрені міноносці.  Один з найшвидших торпедних канонерських човнів був іспанський Destructor, введений в експлуатацію в 1887 році. Деякі дослідники вважають цей корабель першим ескадреним міноносцем.

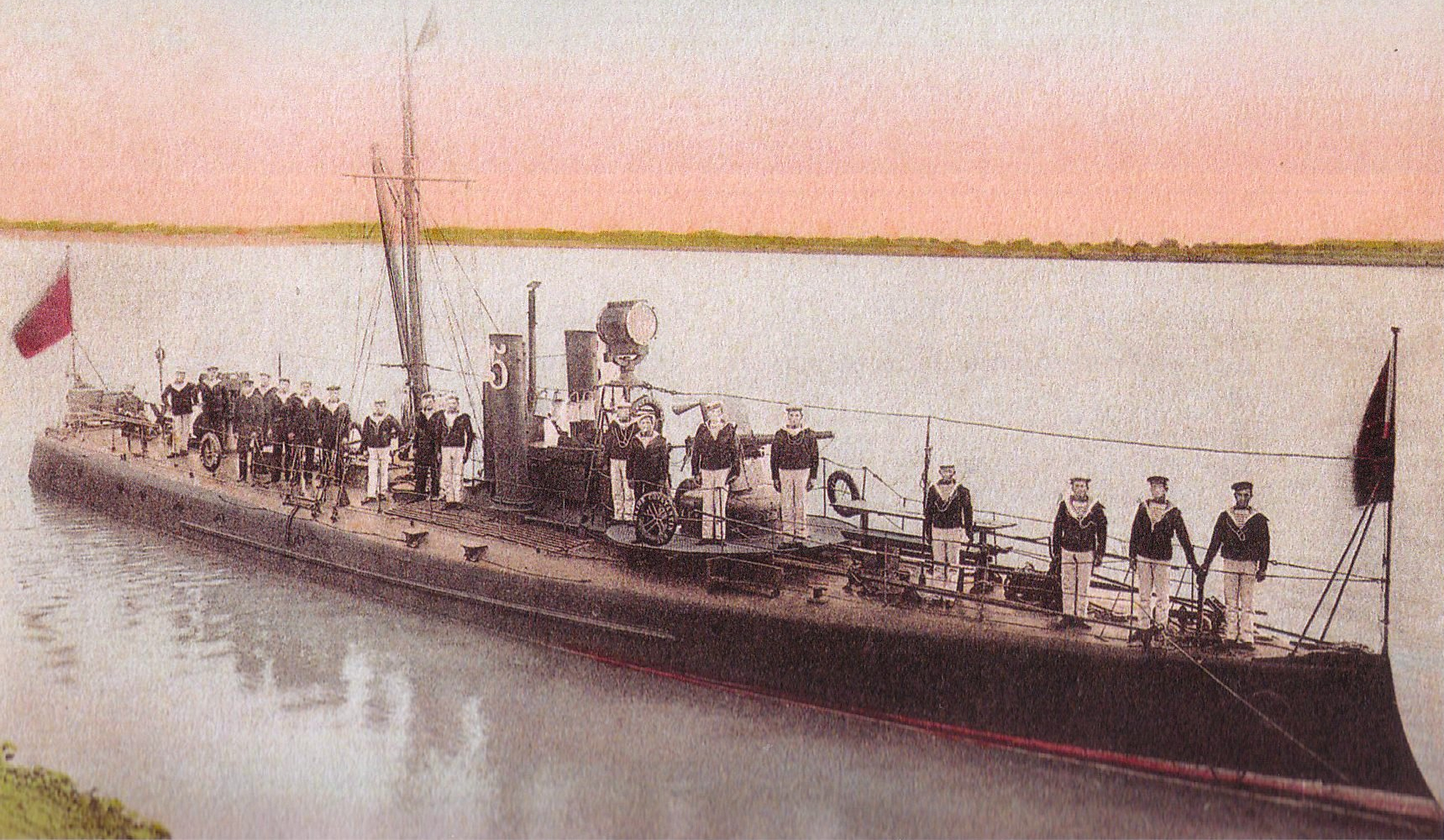
Річкова торпедна канонерка Румунії

Між 1906 і 1907, Румунія замовила і взяла на озброєння 8 торпедних канонерських човнів для Дунайської флотилії. Ці 50-тонні катери були набагато менші, ніж їх морські аналоги, але були добре озброєні для свого розміру: на додаток до однієї 47 — мм морської гармати та 6.5 — мм кулемета, на кожному судні також розмішувалося 4 торпеди: два у торпедних апаратах, а дві — як боєзапас. Катери були броньованими, маючи куленепробивні борти та палуби. Їх максимальна швидкість складала 18 вузлів. Незважаючи на те, що катери побудували для служби на Дунаї, вони були досить морехідні. Три з цих катерів були включені до радянського Чорноморського флоту в серпні 1944 року (повернуті до Румунії у вересні 1945 року).
Можливо, останнім торпедним канонерським човном, коли-небудь побудованих був Uruguay, побудований у Німеччині для військово-морського флоту Уругваю, у склад якого він входив з серпня 1910 до 1951 року.
Англійська назва Steam gun boat (буквально — «паровий канонерський човен»), озброєних торпедними апаратами і артилерією калібру 76 міліметрів і нижче британських парових артилерійських катерів SGB, побудованих 1941 року, формально дозволяє вважати їх торпедними канонерськими човнами, але за тактичним призначенням вони були гібридом артилерійського катера та торпедного катера, оснащеного замість мотора паровою турбіною.